# Ленивые щи

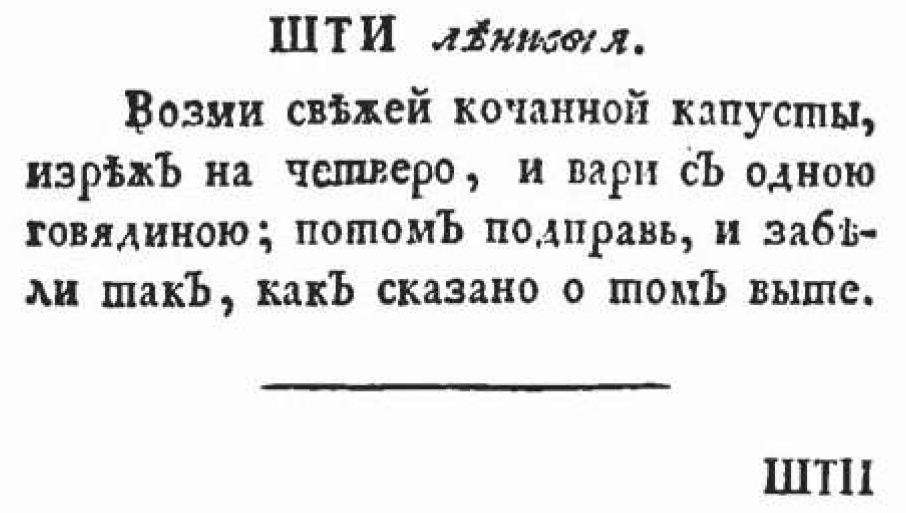
Рецепт ленивых щей от Н. П. Осипова. 1794

Сегодня обедают здесь Клеопатра и Голицын, ровно в пять часов. Как всегда, были ленивые щи, пирожки, битки с жареным картофелем, а потом папара Клеопатры.
Ленивые щи — щи на скорую руку, сваренные из очень крупно нарезанной капусты и заправленные мучной пассеровкой и сметаной. Название «ленивые» связывают с крестьянской средой, где настороженно относились к любым отступлениям от традиций приготовления пищи, а попытки упростить процесс объясняли ленью.
Е. А. Авдеева в «Полной поваренной книге русской опытной хозяйки» предлагала минималистский рецепт ленивых щей на процеженном говяжьем бульоне из полкочана свежей капусты, разрезанного на 20 частей. В «Поварском искусстве», изданном в 1902 году, мучную пассеровку рекомендуется заменить протёртым отварным картофелем со сметаной. В издании «Образцовой кухни» 1906 года в ленивые щи добавляют также нарезанный дольками картофель. Для ленивых щей по рецепту Е. И. Молоховец в «Подарке молодым хозяйкам» требуется предварительно обдать капусту кипятком, обжарить луковицу, бланшировать репу, корневой сельдерей и морковь и для разнообразия добавить очищенные от кожицы и семян тушёные помидоры. Подавать такие ленивые щи следовало с забелкой, гречневой кашей, блинчатым караваем или блинчатыми пирожками.